# 1951년 아시안 게임 필리핀 선수단
 필리핀은 1951년 3월 5일부터 3월 10일까지 인도 뉴델리에서 열린 아시안 게임에 참가했다.

## 메달 현황
| 종목 | 1 | 2 | 3 | 합계 |
| 수영 | 3 | 5 | 4 | 12   |
| 육상 | 1 | 0 | 3 | 4    |
| 농구 | 1 | 0 | 0 | 1    |
| 역도 | 0 | 1 | 1 | 2    |
| 합계 | 5 | 6 | 8 | 19   |